# Juan María Ambrosio Huerta Galván
Juan María Ambrosio Huerta Galván (Lima, 7 de diciembre de 1823 - Arequipa, 27 de junio de 1897) fue un sacerdote peruano, obispo de Puno y de Arequipa.

## Biografía
Nació en Lima el 7 de diciembre de 1823.  
Fue ordenado sacerdote el 18 de abril de 1847 en su ciudad natal.  
El 2 de noviembre de 1864, a los cuarenta y un años, el papa Pío IX lo nombró obispo de Puno, siendo consagrado el 25 de junio de 1865 por Mons. José de Goyoneche,  Arzobispo de Lima; y estando como coconsagrante el prelado Eduardo Vásquez, obispo de Panamá.  Tomó posesión del cargo el 19 de marzo y renunció al mismo el 23 de junio de 1875. Consiguientemente fue reconocido por el Estado Peruano. En su gestión se celebró el Sínodo de Puno en el año 1868. 
El 20 de agosto de 1880, fue nombrado obispo de Arequipa, cargo en el que permaneció desde el 23 de diciembre de 1880 hasta que falleciera el 27 de junio de 1897. Durante su periodo continuó con la refacción del Seminario de San Jerónimo afectado por el terremoto de 1868.
Su cuerpo descansa en la cripta de la Catedral de Arequipa.